# Oplonaeschna
Oplonaeschna är ett släkte av trollsländor. Oplonaeschna ingår i familjen mosaiktrollsländor.
Kladogram enligt Catalogue of Life:
| Oplonaeschna | \| \| Oplonaeschna armata \| \| \| \| \| \| Oplonaeschna magna \| \| \| \| |
|              | \| \| Oplonaeschna armata \| \| \| \| \| \| Oplonaeschna magna \| \| \| \| |
|              | Oplonaeschna armata                                                        |
|              |                                                                            |
|              | Oplonaeschna magna                                                         |
|              |                                                                            |